# Fairview (Nevada)
Fairview é uma cidade fantasma do condado de Churchill, estado de Nevada, Estados Unidos.

## História
Fairview mudou três vezes de localização por vários motivos, como a distância das minas ou da fábrica. Na atualidade, é uma cidade fantasma e um dos poucos vestígios é o cofre-forte do banco que pode ser visto da via-rápida  Austin-Lincoln Highway.

## Sismo de 1954
Em 1954, a região de Dixie Valley e de Fairview foi sacudida pelos sismos de  Dixie (7.1 da escala de Richter ) e Fairview (6,6 da escala de Richter)  que deram origem a falhas visíveis no solo.